# Gilda (corporazione)
La gilda o ghilda, termine di origine incerta (forse dal germanico gelten, "valore", o dall'anglosassone gylta, "società religiosa") era una corporazione tipicamente germanica che si sviluppò a cavallo del I e II millennio.

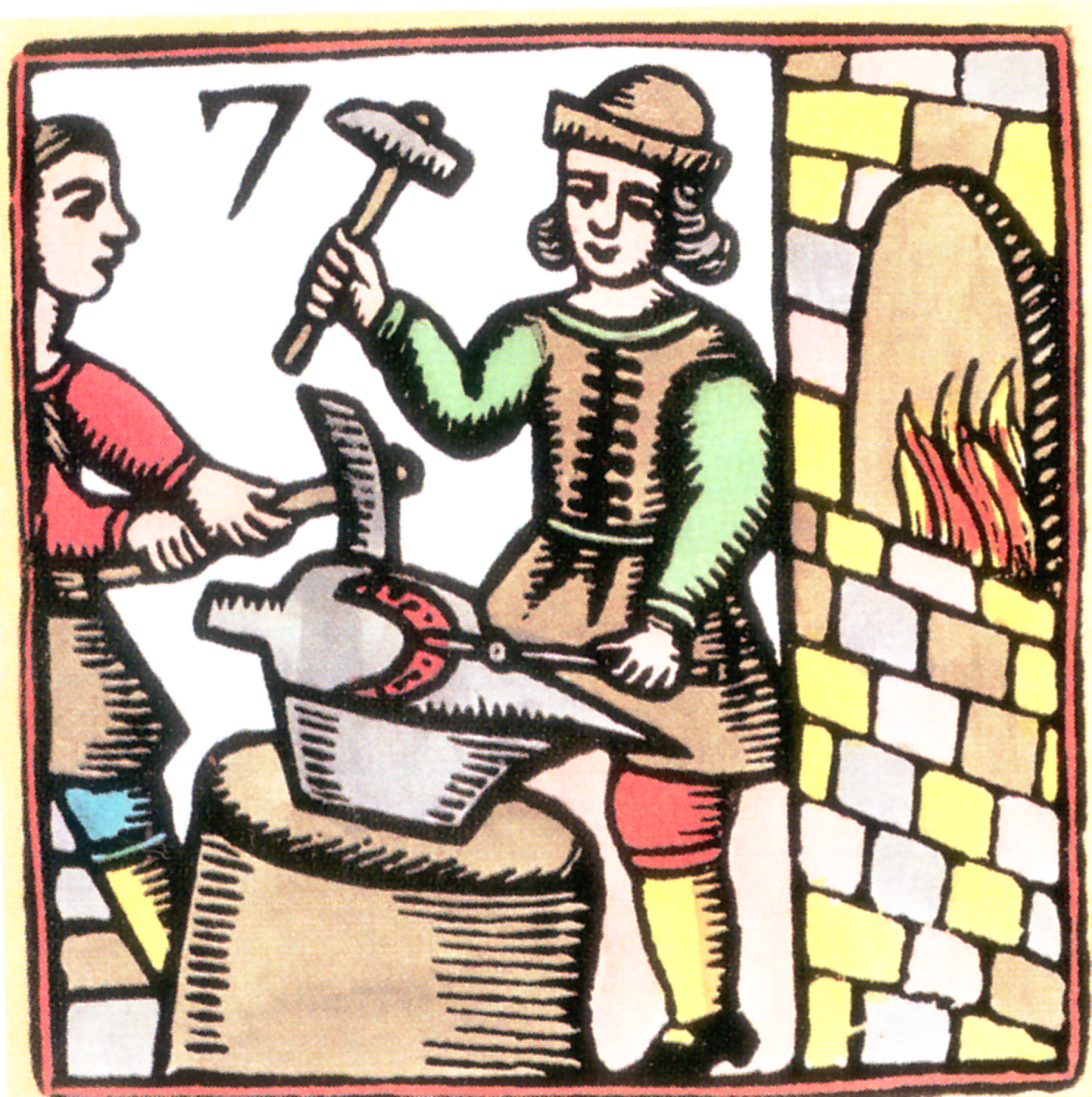
Artigiani su una piastrella da una serie di originali catalane del XVII secolo.

## Storia
Nell'Inghilterra dell'anno Mille nacquero i primi statuti delle gilde inglesi, che comprendevano specifici patti di assistenza tra gli aderenti (ad esempio contro gli incendi delle abitazioni, che erano per lo più in legno, o per la riparazione di offese subite dai membri), mentre è del 1087 la prima gilda di mercanti.
La prima gilda di artigiani (nella fattispecie quella dei tessitori di Oxford) si costituì nel 1100, sotto il regno di Enrico I. In questo e nel secolo successivo le gilde presero piede anche in Germania (dove furono chiamate anche gildae mercatoriae) e nelle Fiandre; collateralmente si svilupparono altri tipi di associazioni come le hanse, che differivano per caratteristiche particolari, spesso non ben definite.
Sempre più prossime a identificarsi con le corporazioni, le gilde ebbero nel XX secolo un ultimo momento di reviviscenza in Inghilterra durante la prima guerra mondiale e nei periodi immediatamente successivi.

## Caratteristiche
Praticamente definibile come corporazione di arti e mestieri, era una associazione tra tutti coloro che esercitavano una determinata professione.
Nella forma originaria la corporazione consisteva in un'associazione fondata su uno spirito di mutua assistenza tra i partecipanti, soprattutto nella difesa degli aderenti a una comune confessione religiosa.